# Tu che ne dici?
Pour plus de détails, voir Fiche technique et Distribution.
Tu che ne dici? est une comédie italienne réalisée par Silvio Amadio et sortie en 1960.

## Synopsis
Rome. Les deux escrocs Solitario et Amedeo se livrent à toutes sortes de malversations en escroquant les pauvres gens à l'aide de déguisements. Lorsque, déguisés en moines, ils arrivent dans la villa du gangster Danden, les ennuis commencent : l'escroc est gravement blessé, et il est persuadé d'être sur le point de mourir. Il donne donc tout son argent aux moines pour qu'ils le dépensent dans l'église. Mais Solitario et Amedeo pensent à autre chose : boîtes de nuit, vacances et ainsi de suite, jusqu'à ce que le gangster se rétablisse et décide de reprendre son argent.

## Fiche technique
- Titre original italien : Tu che ne dici?[1] (litt. « Qu'en pensez-vous ? »)
- Réalisateur : Silvio Amadio
- Scénario : Castellano et Pipolo
- Photographie : Gábor Pogány
- Montage : Otello Colangeli
- Musique : Armando Trovajoli
- Décors : Alfredo Montori
- Production : Corrado Colombo, Franco Palaggi (it)
- Société de production : Cineriz
- Pays de production :  Italie
- Langue originale : italien
- Format : Noir et blanc - Son mono - 35 mm
- Durée : 85 minutes
- Genre : comédie érotique italienne, decamerotico
- Dates de sortie :
  - Italie : 10 mars 1960

## Distribution
- Ugo Tognazzi : Solitario
- Raimondo Vianello : Amedeo
- Hélène Chanel : Stella
- Fred Buscaglione : Danden
- Armando Bandini (en) : Tritolo Joe
- Mimmo Craig : le Marseillais
- Marco Tulli : herr doktor
- Salvatore Furnari : Baby Joe
- Antonio Cannas : gangster
- Enzo Garinei : styliste
- Maurizio Arena : lui-même
- Tiberio Murgia : mari sicilien